# Klaus Hock (Religionswissenschaftler)
Klaus Hock (* 26. Juni 1955 in Coburg) ist ein deutscher Islamwissenschaftler und evangelischer Theologe sowie Professor für Religionsgeschichte an der Universität Rostock.

## Leben
1981 schloss Hock sein Studium der Evangelischen Theologie mit dem Magistergrad ab und promovierte 1985 in Hamburg zum Thema „Der Islam im Spiegel westlicher Theologie“. Nach Tätigkeiten unter anderem als wissenschaftlicher Mitarbeiter und Dozent habilitierte Hock sich 1993 mit „Der Islam-Komplex“. 1994 bis 1996 war Hock Referent bei der Arbeitsgemeinschaft Kirchlicher Entwicklungsdienst (AG KED), von 1996 bis 2021 wirkte er als Professor für Religionsgeschichte an der Universität Rostock. Mit dem Ende des Wintersemesters 2020/21 wurde er emeritiert.

## Schriften (Auswahl)
- Klaus Hock: Erlebt und nach-gedacht. In: Gott – Götter – Götzen / hrsg. von Christoph Schwöbel. Evang. Verl.-Anstalt, Leipzig 2013. ISBN 978-3-374-03047-7. Seite 122–139
- Klaus Hock (Hrsg.): Entangled knowledge. Waxmann, Münster 2012. ISBN 978-3-8309-2729-7.
- Klaus Hock: Einführung in die interkulturelle Theologie. Wissenschaftliche Buchgesellschaft, Darmstadt 2011. ISBN 978-3-534-20100-6
- Klaus Hock: Einführung in die Religionswissenschaft. Wissenschaftliche Buchgesellschaft, Darmstadt 2011. ISBN 978-3-534-24664-9
- Klaus Hock (Hrsg.): Schulbuchforschung im Dialog. Lembeck, Frankfurt am Main, 2006. ISBN 978-3-87476-493-3
- Klaus Hock: Das Christentum in Afrika und dem Nahen Osten. Evang. Verl.-Anstalt, Leipzig 2005. ISBN 3-374-02089-5
- Klaus Hock: Der Islam-Komplex. Zur christlichen Wahrnehmung des Islams und der christlich-islamischen Beziehungen in Nordnigeria während der Militärherrschaft Babangidas. Lit, Hamburg 1996. ISBN 3-8258-2010-6.
- Klaus Hock: Der Islam im Spiegel westlicher Theologie. Böhlau, Köln 1986. ISBN 3-412-00286-0.